# Yong Ji
Yong Ji (雍己) (siglo XVI a.  C.-siglo XV a.  C.) fue un rey de China de la dinastía Shang.
En las Memorias históricas, Sima Qian le coloca octavo en la lista de reyes Shang, sucediendo a su hermano, Xiao Jia (太庚). Fue entronizado en el año de Jiaxu (甲戌), con Bo (亳) como su capital. Gobernó por un período de 12 años, se le dio el nombre póstumo de Yong Ji, y fue sucedido por su hermano, Tai Wu (太戊).
Inscripciones sobre huesos oraculares hallados en Yinxu dan datos alternativos. Según esto, sería el octavo rey de la lista Shang, pero habría sucedido a su hermano, Tai Wu (大戊), se le habría dado el nombre póstumo de Lü Ji (呂己), y habría sido sucedido por su sobrino, Zhong Ding (中丁). Bajo su reinado, la economía comenzó a declinar.